# 창힐

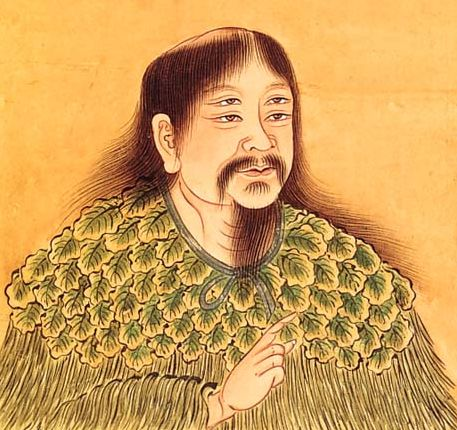
창힐 초상화

창힐(蒼頡 혹은 倉頡)은 한자를 창제했다고 전해지는 중국 고대의 인물이다. 전설에 따르면 황제의 사관(史官)으로서, 눈이 4개 달려있었다고 한다. 이 시기를 중국 문명의 시작 기점으로 삼으며 약 기원전 24세기 전후로 추정한다. 다양한 제도가 수립되며, 기존의 한자 원형을 정리하고 기준을 설립한 것으로 보기도 한다. 또한 중화민국의 타자 입력법 중 하나인 창힐수입법은 이 인물의 이름을 딴 것이다.

## 같이 보기
- 갑골 문자
- 창힐수입법